# Чудо ревнивого мужа
«Чудо ревнивого мужа» (итал. Miracolo del marito geloso) — фреска итальянского живописца Тициана (ок. 1490—1576). Создана около 1511 года для Скуолы дель Санто в Падуе. Первая фреска на восточной стене в направлении от алтаря.
Единственными работами начального периода творчества Тициана, имеющие документальное подтверждение, являются фрески в Скуола дель Санто в Падуе, которые он создал в 1511 году и которые названы «Чудеса святого Антония Падуанского». Основная тема фресок, которая призывала к прощению и примирению, соответствовала духу времени. Максимальная психологическая острота образов открывается во фреске «Чудо ревнивого мужа». На фреске изображён человек, смертельно ранивший свою якобы неверную жену, но её оживляет святой Антоний, который, как показано на заднем плане, убеждает мужа в её невиновности.
Здесь Тициан сохраняет принцип смелого построения композиции по спирали. Позы и лица, выполненные в стремительной динамике цветных пятен, выражают крепкий порыв страсти.

## Ссылка
- На Викискладе есть медиафайлы по теме Чудо ревнивого мужа